# (23254) Chikatoshi
(23254) Chikatoshi est un astéroïde de la ceinture principale.

## Description
(23254) Chikatoshi est un astéroïde de la ceinture principale. Il fut découvert le 22 décembre 2000 à la station Anderson Mesa par le programme LONEOS. Il présente une orbite caractérisée par un demi-grand axe de 2,71 UA, une excentricité de 0,14 et une inclinaison de 5,0° par rapport à l'écliptique.

## Compléments